# Schemmersberg
Schemmersberg is een natuurgebied in het westen van de Belgische stad Genk. Het ligt ten oosten van Zonhoven, ten noorden van Boxbergheide, ten westen van spoorlijnen 21A en 21C, de terril van Winterslag en C-Mine en ten zuiden van industrieterrein Genk-Noord. Het ligt aan de westrand van het Kempens Plateau.
De naam Schemmersberg is afkomstig van schemer, wat 'schaduw' of 'lommer' betekent.
In dit 40 ha grote gebied bevindt zich een tertiaire zandafzetting. Tussen 1961 en 1979 was hier een zandgroeve in werking, waar wetzand werd gewonnen ten behoeve van de productie van zandasfalt. De Wetzandstraat herinnert hier nog aan. De verlaten groeve is nu een stuifzandgebied dat begroeid is geraakt met buntgras en zandzegge.
In het gebied zijn wandelingen uitgezet. Het sluit aan bij de natuurgebieden Teut (Zonhoven), Zonhoverheide, Klotbroek en Het Wik. Het wordt beheerd door de stad Genk.

## Galerij

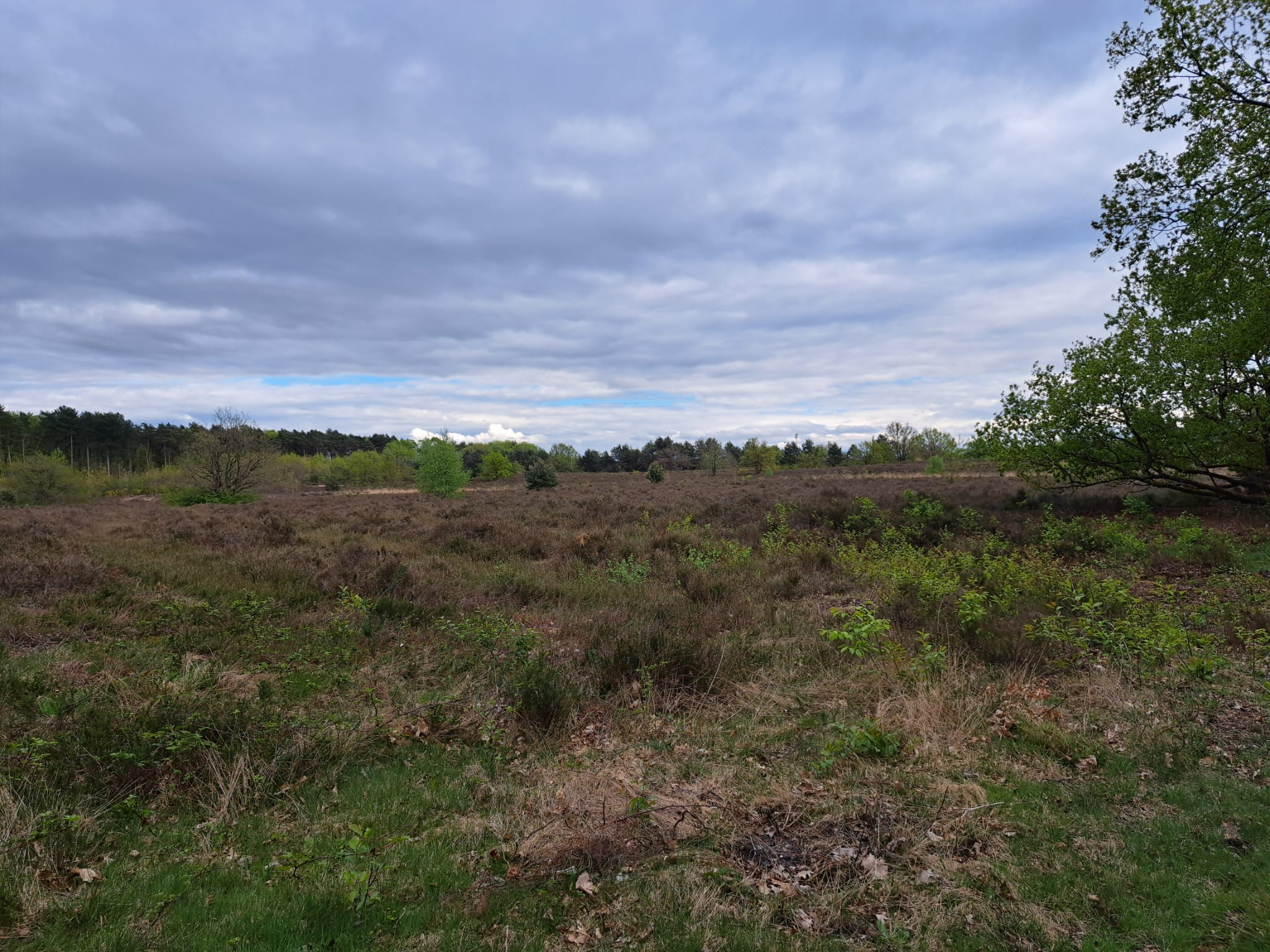
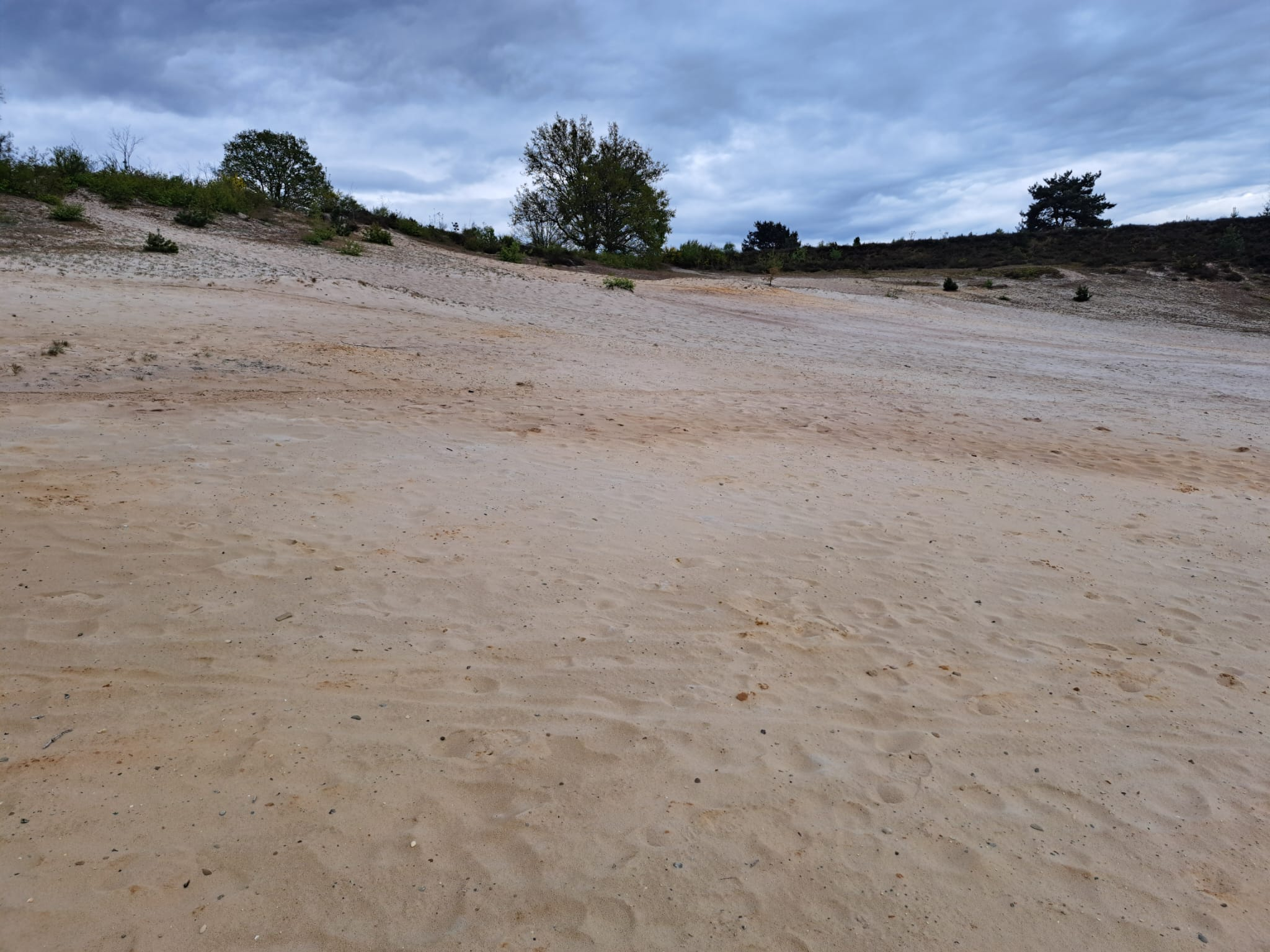
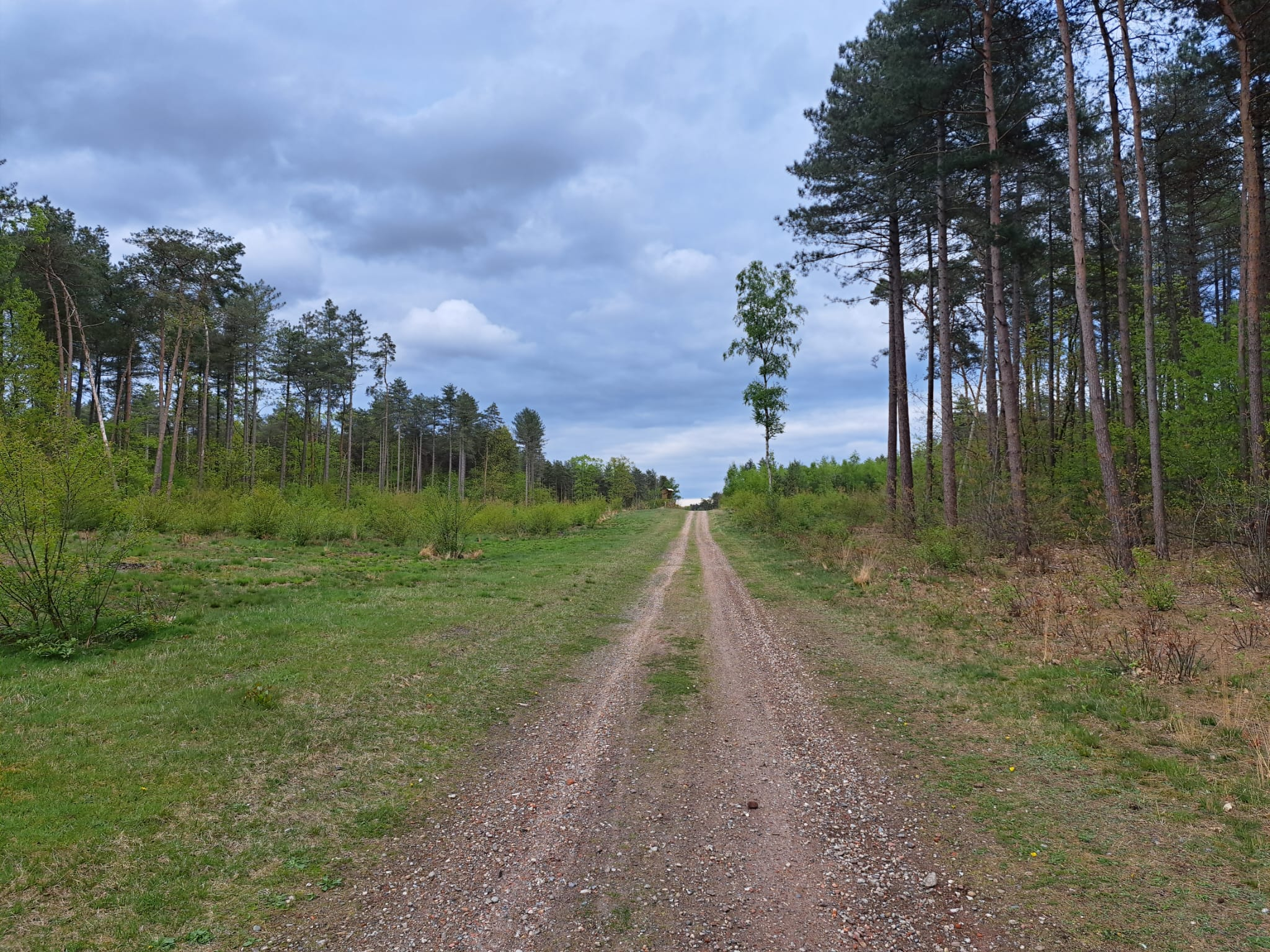
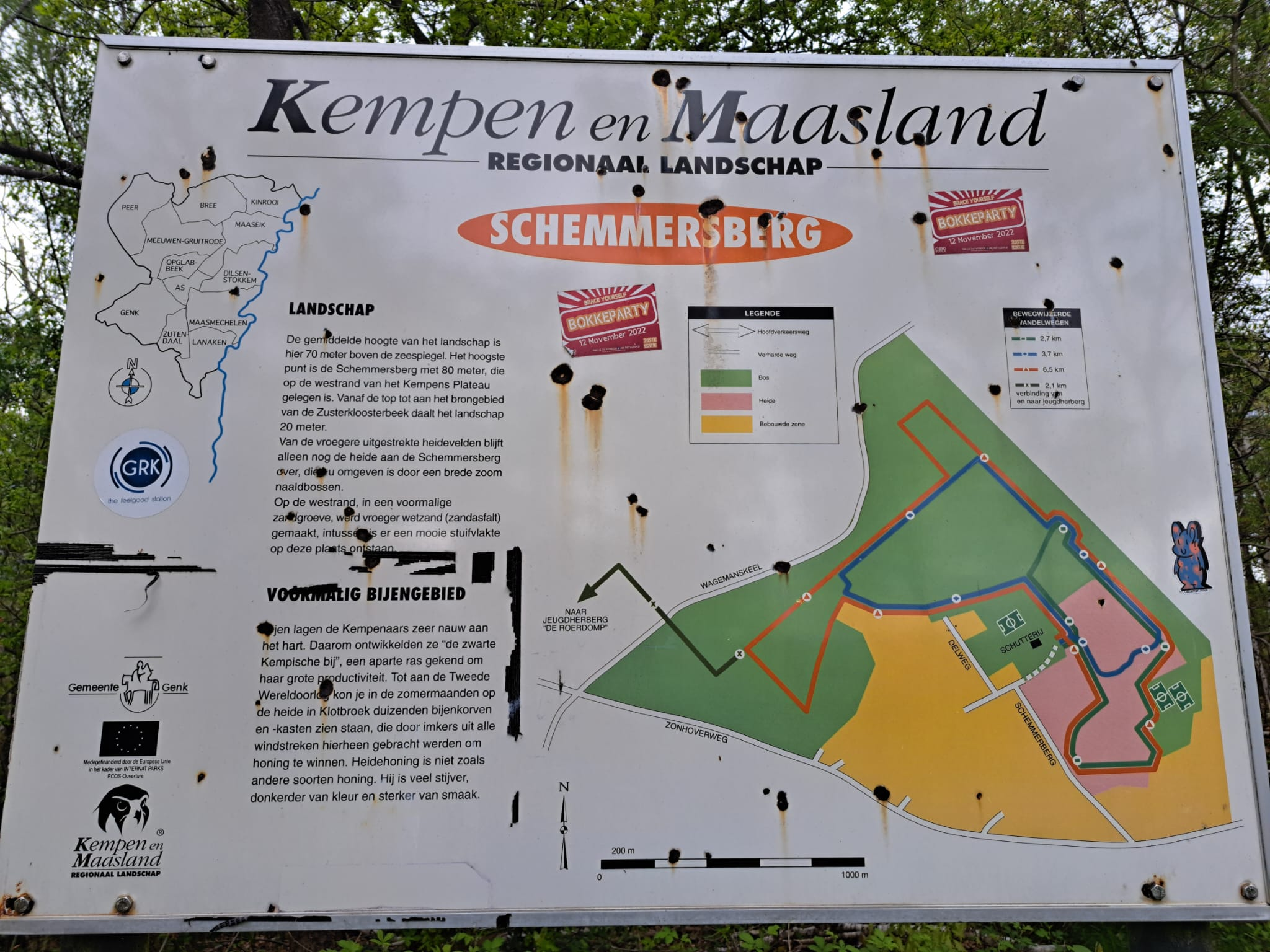